# Ꚓ
Ꚓ, ꚓ (лигатура ТЧ) — буква расширенной кириллицы, созданная А. М. Шёгреном в 1844 году для его «Осетинской грамматики с кратким словарём осетино-российским и российско-осетинским», где ею обозначался абруптивный аффрикативный звук [t͡ʃ’].

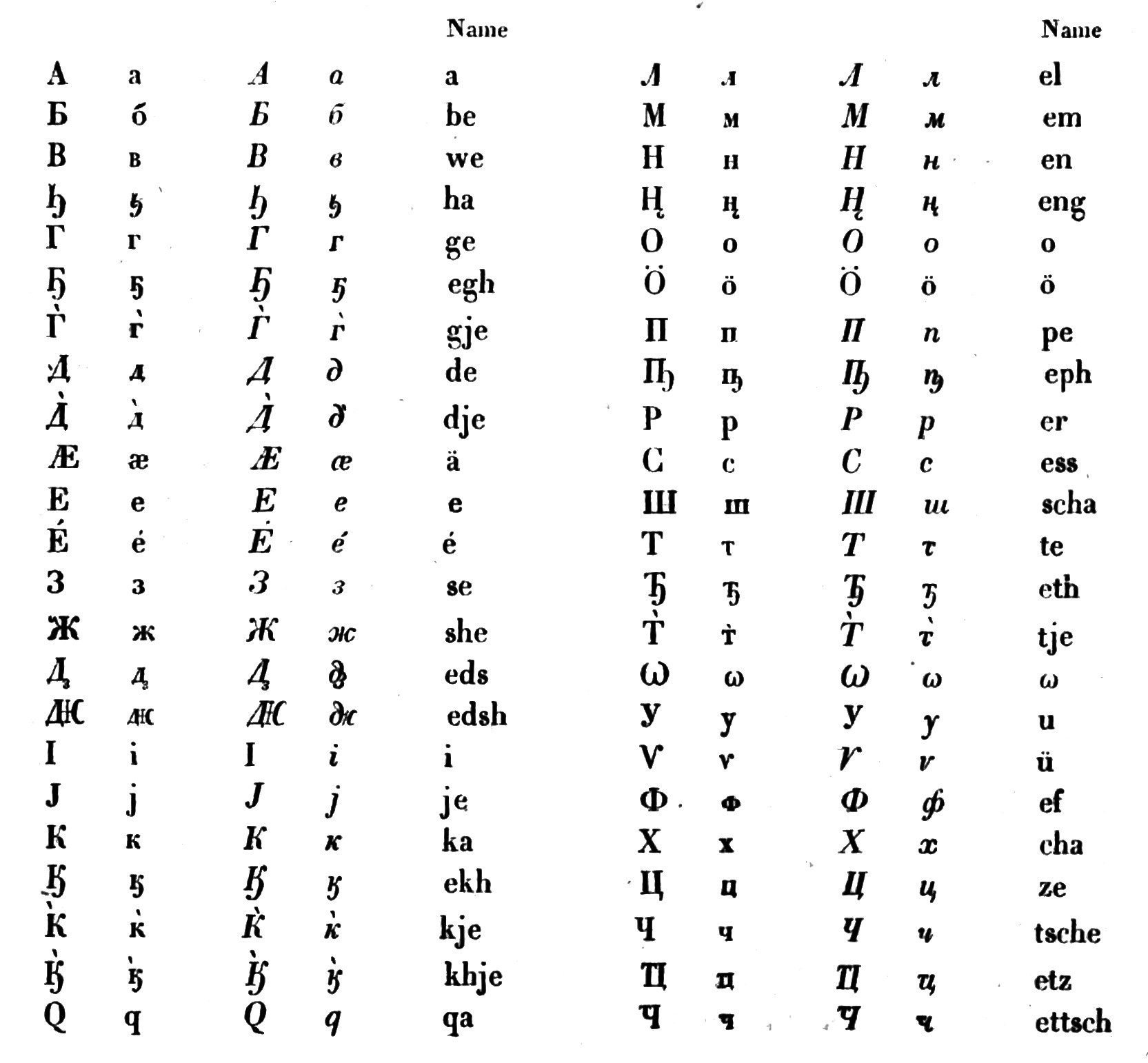
Осетинский алфавит А. М. Шёгрена, 1844

В 1850 году была использована П. И. Савваитовым в работе «Грамматика зырянскаго языка».

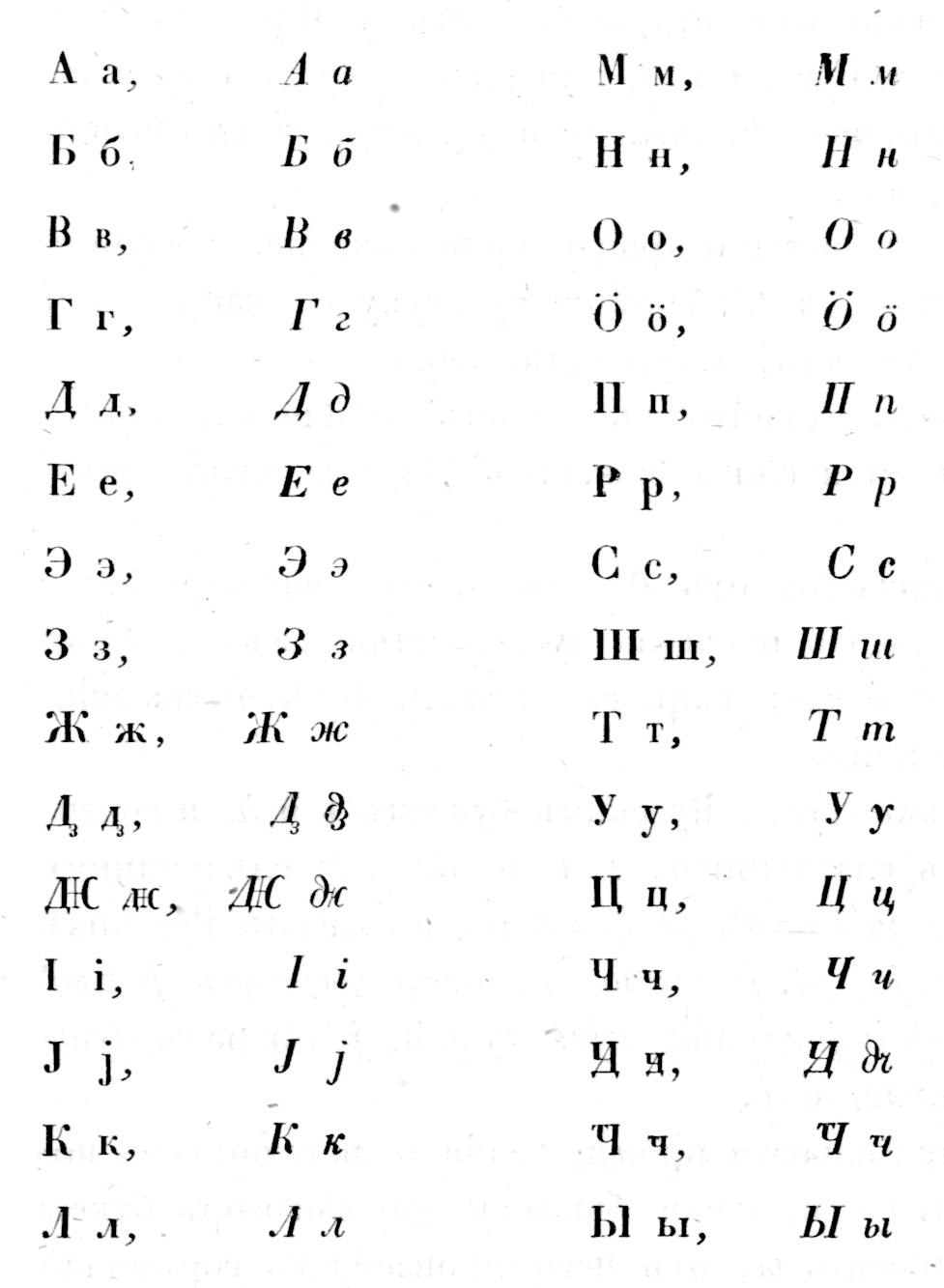
Коми-зырянский алфавит П. И. Савваитова, 1850

Также использовалась в абхазском алфавите П. К. Услара 1862 года и в его модификации А. М. Чочуа 1909 года, где она обозначала звук [t͡ʃ’].